# Вільяр-де-Корнеха
Вільяр-де-Корнеха (ісп. Villar de Corneja) — муніципалітет в Іспанії, у складі автономної спільноти Кастилія-і-Леон, у провінції Авіла. Населення — 50 осіб (2010).
Муніципалітет розташований на відстані близько 150 км на захід від Мадрида, 65 км на захід від Авіли.

## Демографія
Динаміка населення (INE ):

## Галерея зображень
- Вільяр-де-Корнеха, парафіяльна церква